# Stichting Heidelberg Appeal Nederland
De Stichting Heidelberg Appeal Nederland (stichting HAN) was een organisatie die tussen 1993 en 2008 actief was en zich bezighield met het publiceren van artikels die kritisch zijn tegenover het Nederlands milieubeleid dat het vaak afdoet als onnodig. De organisatie was de eerste echt georganiseerde vorm van een tegenbeweging tegen de milieubeweging en werd tijdens zijn bestaan steeds vaker afgedaan als pseudo-wetenschappelijk. In 1997 telde de organisatie zo'n 700 donateurs.
In 2008 ging de stichting op in De Groene Rekenkamer.

## Ontstaan
In 1992 schreef de libertarische journalist Karel Beckman, toen nog doctoraalstudent in de Engelse literatuur, het boek Het broeikaseffect bestaat niet dat het belang van milieuproblemen zoals zure regen of het ozongat in twijfel trekt.
Dit boek inspireerde Rob Meloen, deeltijds hoogleraar moleculaire herkenning aan de Universiteit Utrecht om iets te doen aan de berichtgeving over wetenschap in de media.
Als gevolg werd de Stichting HAN opgericht, met Karel Beckman als coördinator. Rob Meloen werd secretaris en de Utrechtse hoogleraar parasitologie Albert Cornelissen voorzitter. Andere betrokkenen waren o.a. Frits Böttcher, Aalt Bast en Jaap Hanekamp. Tevens telde de vereniging twee ex-presidenten van de Koninklijke Nederlandse Akademie van Wetenschappen, met name David de Wied en Piet Drenth.
De stichting ontleende haar naam aan het internationale Heidelberg Appeal, een roep om meer wetenschap in het milieudebat.

## Activiteiten
Volgens de eerste nieuwsbrief behoorde tot de eerste daden o.a.
- het indienen van een klacht bij de Reclame Code Commissie tegen de dierenbescherming met betrekking tot een poster tegen biotechnologie
- het installeren van lokale betrokkenen in de verschillende universiteiten en onderzoeksinstellingen en het opzetten van een internationaal netwerk van gelijkgestemde organisaties
- het oprichten van een werkgroep Landbouw en Milieu

De eerste nieuwsbrief bevat voorts een artikel van het door Fred Singer opgerichte Science & Environmental Policy Project.
De Stichting HAN had stevige wortels in de agrarische wereld, met de Nederlandse vakbond varkenshouders als een van de belangrijkste geldschieters, maar rond de eeuwwisseling zou de focus meer verschuiven naar extern gefinancierde research. In deze periode was directeur Jaap Hanekamp professioneel verbonden aan de stichting.
In het begin werden door de lange staat van dienst van de betrokkenen de artikelen van de stichting HAN welwillend onthaald door de academische wereld. Dit zou echter langzaam verbrokkelen, zoals bijvoorbeeld wordt aangehaald in het artikel Twijfel te koop van Martijn van Calmthout dat in 1999 in de Volkskrant verscheen.
De vereniging kreeg kritiek dat ze weliswaar en niet altijd onterecht stevig inhakte op de eenzijdige berichtgeving van de milieubeweging, maar dat ze zelf ook aan preoccupatie en eenzijdige benadering leed door steeds opnieuw te beweren dat er helemaal niets aan de hand is.
Hierdoor zou de kritiek op de Stichting HAN verder toenemen en bovendien werden er vragen gesteld over de onafhankelijkheid tegenover de opdrachtgevers die de studies betaalden. Daarenboven wordt de Stichting HAN politiek/maatschappelijk gebiast genoemd, zoals in het verwerpen van het bestaan van een menselijke invloed op het broeikaseffect.
De stichting HAN zou in de loop van zijn bestaan nog verschillende figuren rekruteren die ontevreden waren met het huidige milieubeleid en de milieubeweging. Hiertoe behoren onder andere Hans Labohm en de professoren Rob Kouffeld en Frans Sluijter die beiden bekendstaan om hun stevige pro-kernenergie standpunt.
Een andere nieuwkomer was professor Huib van Heel, voormalig directeur van de fosfaat-producerende fabriek Hoechst Holland, een firma die direct betrokken (en benadeelde) partij was toen toenmalig minister van Volksgezondheid en Milieuhygiëne Irene Vorrink maatregelen nam tegen fosfaten in wasmiddelen om zo de oppervlaktewateren van verdere eutrofiëring te behoeden.

## Opgaan in De Groene Rekenkamer
In 2003 zou de Stichting HAN verbreding van haar activiteiten zoeken voor de oprichting van De Groene Rekenkamer. Er ontstond een kortstondige samenwerking met de Edmund Burke Stichting en het Platform Nederlandse Luchtvaart die mee instonden voor de publicatie in 2003 van een "groenboek" dat als een van de eerste publicaties van De Groene Rekenkamer wordt beschouwd.
De Groene Rekenkamer raakte echter niet onmiddellijk van start en de oproep werd opnieuw gelanceerd door Theo Richel in 2005 op de website libertarian.nl Richel, die webmaster en personeelslid zou worden, activeerde De Groene Rekenkamer in 2008 opnieuw. De oprichtende organisaties waren:
- Stichting HAN
- Stichting Klimaat
- Chlorofielen
- Stichting Kernvisie

Hiermee kwam er een einde aan de stichting HAN.